# Ladies Asian Golf Tour 2012
De Ladies Asian Golf Tour 2012 was het achtste seizoen van de Ladies Asian Golf Tour. Het seizoen begon met het TLPGA & Royal Open, in januari 2012, en eindigde met het Taifong Ladies Open, in december 2012. Er stonden veertien toernooien op de kalender.

## Kalender
| Data  | Data  | Toernooi                            | Stad      | Winnaar                 | Score | Score | Info           |
| ----- | ----- | ----------------------------------- | --------- | ----------------------- | ----- | ----- | -------------- |
| 30-12 | 01-01 | TLPGA & Royal Open                  | Hsinchu   | Shih Huei Ju            | 209   | –7    | 10de editie    |
| 06-01 | 08-01 | Hitachi Ladies Classic              | Taoyuan   | Teresa Lu               | 212   | –4    |                |
| 08-02 | 10-02 | Thailand Ladies Open                | Bangkok   | Nontaya Srisawang       | 207   | –7    |                |
| 23-02 | 24-02 | Miyazaki Ladies Open                | Miyazaki  | Mami Fukuda             | 139   | –3    | Nieuw toernooi |
| 23-03 | 25-03 | Yumeya Dream Cup                    | Nagoya    | Yu Pei Lin              | 217   | –2    |                |
| 08-08 | 10-08 | Technology Cup                      | Hsinchu   | Tiranun Yoopan          | 221   | +5    | Nieuw toernooi |
| 05-10 | 07-10 | Fubon Ladies Open                   | Linkou    | Yao Hsuan Yu            | 205   | –11   | Nieuw toernooi |
| 10-10 | 12-10 | South Taiwan Open                   | Kaohsiung | Lu Ya Huei po           | 214   | –2    | Nieuw toernooi |
| 18-10 | 20-10 | Enjoy Jakarta Indonesia Ladies Open | Jakarta   | Kongkapan Patcharachuta | 209   | –7    |                |
| 26-10 | 28-10 | Suzhou Taihu Ladies Open            | Jiangsu   | Carlota Ciganda         | 199   | –17   |                |
| 02-11 | 04-11 | Sanya Ladies Open                   | Hainan    | Cassandra Kirkland      | 210   | –6    |                |
| 08-11 | 10-11 | Chinatrust Ladies Charity Open      | Linkou    | Gulyanamitta Numa       | 205   | –11   | Nieuw toernooi |
| 30-11 | 02-12 | Hero Honda Women's Indian Open      | New Delhi | Pornanong Phatlum       | 203   | –13   |                |
| 14-12 | 16-12 | Taifong Ladies Open                 | Changhua  | Teresa Lu               | 207   | –9    |                |

| po = winnares na play-off |